# Ерна Розенштейн
Ерна Розенштейн (17 травня 1913, Львів — 10 листопада 2004, Варшава, Польща) — польська художниця-сюрреалістка і поетеса єврейського походження. Сестра Пауля Розенштейн-Родана — австрійського економіста.

## Біографія
Ерна Розенштей народилася у Кракові 19 квітня 1902 року в сім'ї єврейського походження Максиміліана та Анни Розенштейн-Родан, батько Ерни був суддею у відставці.
З 1932 по 1934 рік навчалася у Віденській жіночій академії (Wiener Frauenakademie), а потім з 1934 по 1936 рік у Краківській академії образотворчого мистецтва під керівництвом Войцеха Вайса. Під час навчання встановила контакти зі студентською Краківською групою, зокрема з художником і графіком Йонашем Штерном.
У 1937 році здійснила коротку поїздку до Парижа, де у 1938 році мала можливість дізнатися про сюрреалістичний живопис. Війну провела з батьками у Львові. У 1942 році їй вдалося втекти з місцевого гетто. Виїхавши зі Львова, переховувалася під вигаданими іменами спочатку у Варшаві, а після 1944 року — у Ченстохові. Після війни Розенштейн стала частиною краківського авангарду. Серед інших вона була співавтором відродженої Краківської групи разом з Тадеушем Кантором, Марією Яремою, Йонашем Штерном. У 1949 році вона вийшла заміж за Артура Сандауера і жила у Варшаві, де в 1950 році народився їхній син Адам Сандауер, громадський і політичний діяч.

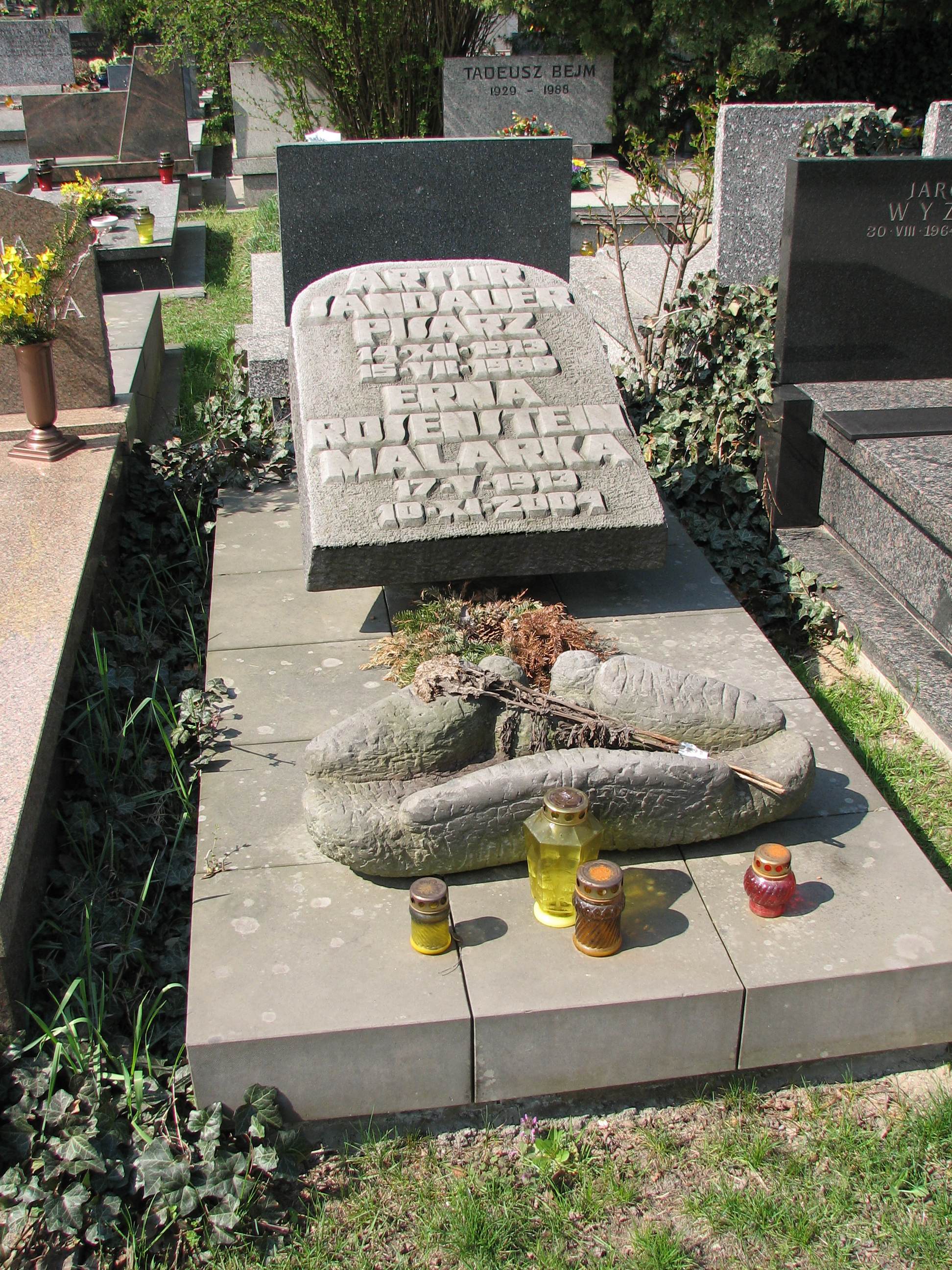
Надгробок Ерни Розенштейн і Артура Сандауера на військовому кладовищі Повонзкі у Варшаві, 30 липня 2006 р.

Належала до низки комуністичних організацій:
- Міжнародна організація допомоги революціонерам (1930—1947)
- Wiener Jungarbaiter Verband (1933—1934)
- Комуністичний союз молоді Польщі (1935—1938)
- Польська робітнича партія (1945—1948)
- Польська об'єднана робітнича партія (з 1948)[5]

До 1954 року через соціалістичний реалізм, що діяв у Польщі, Розенштейн не могла виставляти свої роботи. Її живопис насичений образами гетто, був заснованим на підсвідомості та романтиці. З 1972 року почали друкуватися  книги Розенштейн з її поезією та драматичними мініатюрами.
Вона була лауреатом Премії ім. Кіпріан Каміл Норвід (1976) і Ян Цибіс (1996). 
Похована на військовому кладовищі Повонзкі у Варшаві (секція C39-10-5)

## Живопис

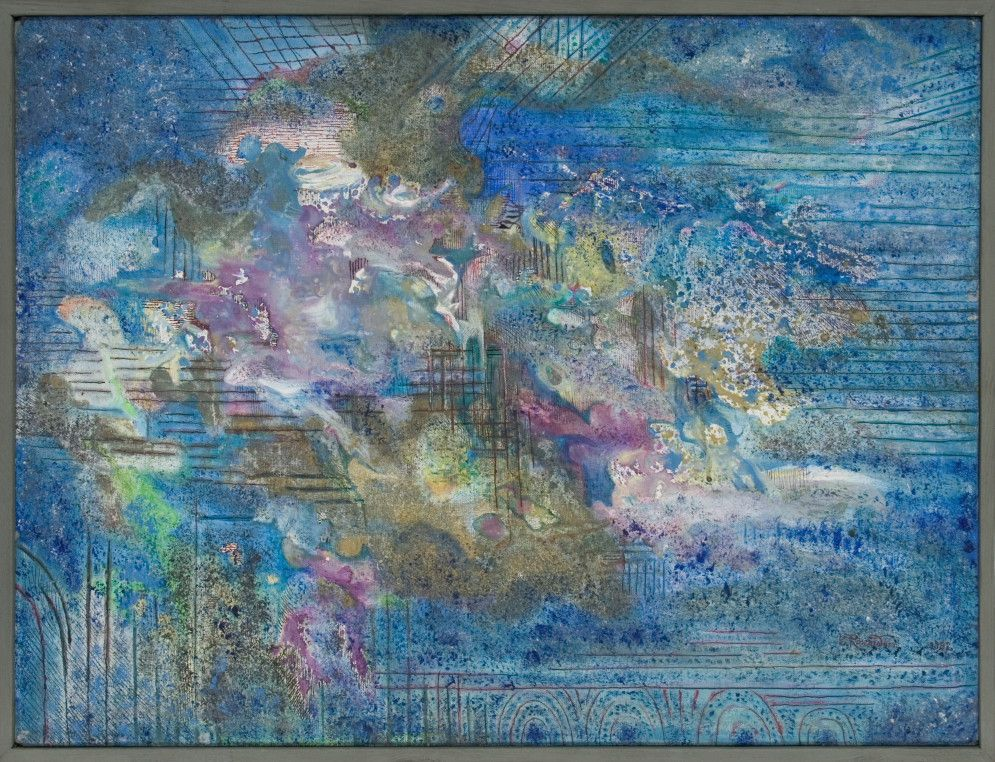
Ерна Розенштейн, Вічність народжує мить, 1982, колекція Захента

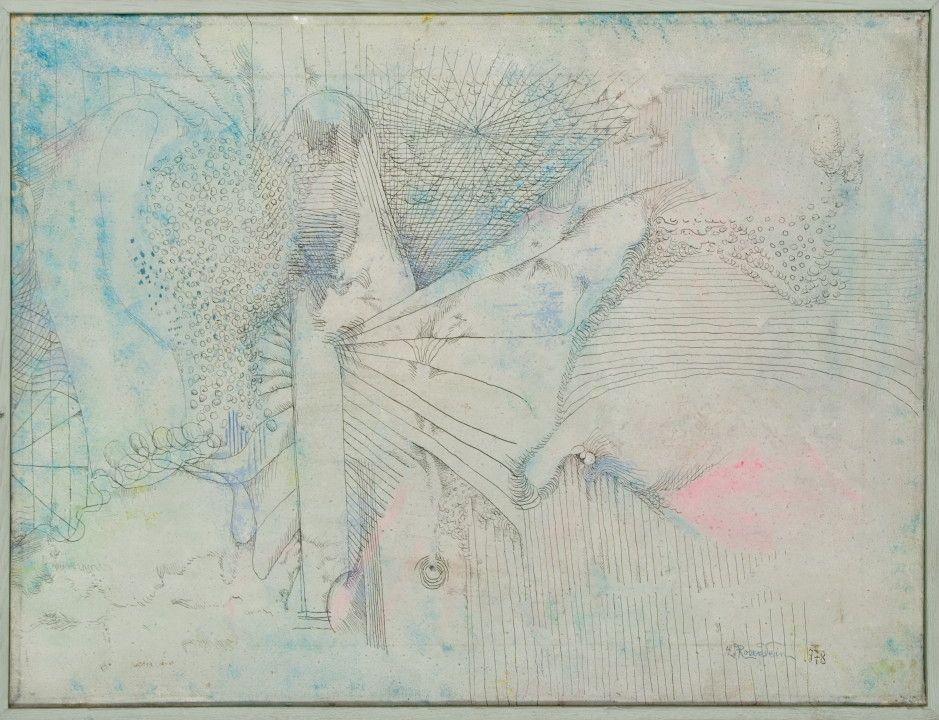
Ерна Розенштейн, Сутінки образу, 1978, колекція Захентаa

Живопис Ерни Розенштейн має багато спільного з поетикою сюрреалізму.
Її картини, такі як «Скульптура в морі» (1954) і «Пейзаж» (1957), демонструють певну спорідненість з мистецтвом каталонського художника Жуана Міро та Андре Массона, тоді як картини «Тихий світ» (1855) та «Пам'ятники» (1955) нагадують настрій картин французького майстра — Іва Тангі. Інші її картини також відсилають до припущень сюрреалізму, наприклад «Дорога» (1954), пов'язана з поетикою снів, або одна з її останніх робіт — напівабстрактне «Розчальне награначе» (1970).

## Літературні твори

### Томи поезії
- Ślad (Czytelnik, Warszawa 1972)
- Поза межами мови (Czytelnik, Warszawa 1976)
- Усі шляхи: (вибрані вірші) (Wydawnictwo Literackie, Краків 1979,ISBN 83-08-00156-4)
- Czas (Państwowy Instytut Wydawniczy, Warszawa 1986,ISBN 83-06-01212-7)
- Трохи з архіву (Міська публічна бібліотека в Легіоново, Легіоново 1993)
- Кадр з архіву (Галерея скульптур у Варшаві, Варшава 1994)
- Річка тече (Історико-етнографічний музей, Хойніце 1998,ISBN 83-906163-2-7)

### Казки
- Казки, вибір і редакція Ярослава Боровця (Wydawnictwo Warstwy, Вроцлав 2014)
- Ловець тіней (збірка казок), зібрана та відредагована Ярославом Боровцем (Wydawnictwo Wolno, Fundacja Galeria Foksal, Lusowo, Варшава 2022)